# Сванте Паабо
Сванте Паабо (швед. Svante Pääbo; нар. 20 квітня 1955, Стокгольм) — шведський біолог, фахівець з еволюційної генетики. Лауреат Нобелівської премії з фізіології або медицини 2022 року.

## Біографія
Син біохіміка Суне Бергстрема, лауреата Нобелівської премії з фізіології або медицини 1982 року. Мати, Карін Паабо — хімікеса естонського походження.
Навчався в школі для перекладачів, з 1975 року вивчав в Упсальському університеті єгиптологію, російську мову, історію науки і медицини. Захистив дисертацію з молекулярної імунології (1986). Потім недовго працював в центрі молекулярної біології Цюрихського університету та в Інституті вивчення раку в Лондоні. У 1987—1990 роках на постдокторантурі в Університеті Каліфорнії в Берклі, в лабораторії Аллана Вілсона, де займався виділенням генетичного матеріалу скам'янілостей і вимерлих в новітній час тварин. У 1990—1997 роках — професор загальної біології в Мюнхенському університеті, з 1997 року — директор департаменту генетики в інституті еволюційної антропології в Лейпцигу.

## Досягнення
Паабо — один із засновників такої дисципліни, як палеогенетика, що займається дослідженням перших людей і гомінідів за допомогою генетичних методів. Розпочав роботу в цій області в 1984 році з вивчення давньоєгипетських мумій з колекцій європейських музеїв, до яких отримав доступ через свого викладача з єгиптології. У 1985 році вперше в історії витягнув з мумій генетичний матеріал. 1995 року на прохання уряду Німеччини разом із своїм аспірантом Матіасом Крінгсом розпочав роботу над пошуком ДНК в кістках, знайдених 1856 року в долині Неандерталь. 2006 року оголосив про план повної розшифровки генома неандертальця. 2007 року було створено консорціум з дослідження отриманого геному. У лютому 2009 року було оголошено про досягнення перших попередніх результатів, і в травні 2010 року вони були опубліковані в журналі «Science». У березні 2010 року група Паабо, що вивчила ДНК, витягнуту з фрагмента кістки, знайденою в Денисовій печері на Алтаї, прийшла до висновку про існування в давнину раніше невідомого виду гомінідів — Денисовської людини. Група Паабо вважає ймовірним схрещування між неандертальцями і людиною розумною. Повідомлення групи Паабо в 2002 році про відкриття так званого «гена мови» FOXP2 викликало велику суспільну реакцію та наукову дискусію.

## Особисте життя
У своїй книзі 2014 року «Неандерталець: у пошуках втрачених геномів» Паабо написав, що він є бісексуалом. Він вважав себе геєм, доки не зустрів Лінду Вігілант, американську приматологиню та генетика, чия «хлопчача чарівність» привабила його. «У мене було багато стосунків з чоловіками, але також час від часу в мене були дівчата». Вони є співавторами багатьох статей, одружені та разом виховують сина та доньку в Лейпцигу.

## Нагороди та визнання
- Член Шведської королівської академії наук,
- 1992: лауреат премії Лейбніца;
- 1998: Медаль Макса Дельбрюка[en]
- 1998: член Європейської Академії
- 1999: асоційований член Берлінсько-Бранденбурзької академії природничих і гуманітарних наук у галузі науки про життя
- 1999: Медаль Каруса[de]
- 2000: Медаль Каруса міста Швайнфурт
- 2001: член Леопольдини[20]
- 2003:  Лейпцизька наукова премія[de] Саксонської академії наук
- 2004: Член Саксонської академії наук
- 2008: Кавалер ордену Pour le Mérite з науки та мистецтва у Берліні
- 2009: Орден «За заслуги перед Федеративною Республікою Німеччина»[21]
- 2009: Пакета Дарвіна[de] Леопольдина за внесок у галузі еволюційних досліджень та генетики[22]
- 2009: премія Кистлера
- 2011: Член Американської академії мистецтв і наук
- 2011: Премія Німецького товариства клінічної хімії та лабораторної медицини[de] з біохімічного аналізу
- 2012: «Heiße Kartoffel» — загально німецька премія зв'язку та медіа[23]
- 2013: Премія Грубера[de]
- 2014: Велика золота медаль імені М. В. Ломоносова
- 2016: Премія за прорив у науках про життя
- 2016: іноземний член Лондонського королівського товариства
- 2016: Член Французької академії наук
- 2016: Премія Кейо з медичних наук[de]
- 2017: Премія Дена Давида[de]
- 2018: HFSP Nakasone Award[de]
- 2018: Премія принцеси Астурійської
- 2018: Премія Кербера
- 2018: Премія Ніренберга
- 2019: Премія Вайлі[en]
- 2019: Медаль Дарвіна — Воллеса
- 2020: Премія Японії[24]
- 2022: Нобелівська премія з фізіології або медицини — за відкриття в області геномів вимерлих гомінінів та еволюції людини[11]